# Alarma (obra de teatro)
Alarma  es una obra de teatro de José Antonio Giménez-Arnau, estrenada en 1964.

## Argumento
El autor desarrolla su historia en una ciudad "imaginaria", llamada San Dámaso, situada "a sólo cincuenta millas de Cabo Cañaveral", en el estado de Florida, y durante el periodo de tiempo que sigue a una "alarma antiaérea", a raíz de la cual, no se sabe si es verdadera o fingida, se conocen dos personas, un médico y una enfermera, ambos coincidentes en sus fracasos amorosos. La llegada de un nuevo personaje, para reencontrarse con una vieja amiga, durante este periodo de espera y aislamiento, harán replantearse al médico y la enfermera la posibilidad de dar una oportunidad al amor, quizás la última si la alarma es cierta y la muerte les espera. Finalmente, se descubre que la alarma es fingida, y la falta de valor les lleva a irse cada uno por su lado. Otra ocasión perdida, fingida...

## Estreno
- Teatro Club, Madrid, 17 de septiembre de 1964.
  - Dirección: José Osuna.
  - Escenografía: Wolfgang Burmann.
  - Intérpretes: Andrés Mejuto, Gemma Cuervo, Pastor Serrador, Luchy Soto, Idelma Carlo, José Luis Sanjuán.